# Moldavie aux Jeux olympiques de la jeunesse d'hiver de 2012
La Moldavie a participé aux Jeux olympiques de la jeunesse d'hiver de 2012 à Innsbruck en Autriche du 13 au 22 janvier 2012. L'équipe moldave était composée d'une biathlète et de deux officiels (un entraîneur et le chef de mission).

## Résultats

### Biathlon
La Moldavie a qualifié une femme en biathlon.
Femme
| Athlète       | Épreuve   | Finale           | Finale           | Finale           |
| Athlète       | Épreuve   | Temps            | Manqués          | Rang             |
| ------------- | --------- | ---------------- | ---------------- | ---------------- |
| Irina Cozonac | Sprint    | 25 min 17 s 2    | 3                | 46               |
| Irina Cozonac | Poursuite | N'a pas terminée | N'a pas terminée | N'a pas terminée |